# Jehuda al-Charisi
Jehuda ben Schelomo al-Charisi var en spansk-judisk diktare på 1200-talet.
Al-Charisi var troligen från Granada och företog från omkring 1216 vidsträckta resor i Palestina, Mesopotamien, Egypten och Grekland. Han återvände därefter till Spanien, där hans ålderdom fördystrades av motgångar och fattigdom. Förutom en mängd dikter översatte al-Charisi verk av Al-Hariri av Basra och Maimonides från arabiska till hebreiska.